# Hotter Than Fire
A Hotter Than Fire a svéd Eric Saade kislemeze, melyen közreműködik az amerikai énekes Dev. Ez az első kislemez Saade harmadik stúdióalbumáról, a Saade Vol. 2-ról. Először 2011. november 2-án jelent meg Svédországban, ahol 5. helyezést ért el.

## Videóklip
A videóklip december 7-én jelent meg. A klipben Saade egy elhagyatott házban táncol, szobáról-szobára haladva.

## Egyéb verziók
A dal remix változata 2011. november 30-án jelent meg Svédországban. A remixváltozatot Niclas Kings készítette.

## Helyezések
| Ország (toplista)              | Legmagasabb helyezés |
| ------------------------------ | -------------------- |
| Svédország (Sverigetopplistan) | 5                    |

## Megjelenés
| Ország            | Dátum              | Formátum               | Kiadó           |
| ----------------- | ------------------ | ---------------------- | --------------- |
| Svédország        | 2011. november 2.  | CD, digitális letöltés | Roxy Recordings |
| Svédország(Remix) | 2011. november 30. | CD, digitális letöltés | Roxy Recordings |

## Fordítás
- Ez a szócikk részben vagy egészben  a   Hotter Than című angol Wikipédia-szócikk fordításán alapul.  Az eredeti cikk szerkesztőit annak laptörténete sorolja fel. Ez a jelzés csupán a megfogalmazás eredetét és a szerzői jogokat jelzi, nem szolgál a cikkben szereplő információk forrásmegjelöléseként.